# Pachgerocereus orcuttii
Pachgerocereus orcuttii là một loài thực vật có hoa trong họ Cactaceae. Loài này được (Brandegee) Moran mô tả khoa học đầu tiên năm 1962.